# 티볼리 가든스 FC
티볼리 가든스 FC(Tivoli Gardens F.C)는 자메이카의 수도 킹스턴을 연고지로 하는 자메이카의 명문 축구 클럽이다.

## 성적
- 내셔널 프리미어리그: 우승 5회 (1983, 1999, 2004, 2009, 2011)

## 선수 명단

### 현역
- 배링톤 프라이스(2012 ~ )